# Авл Вибий Габит
Авл Вибий Габит (лат. Aulus Vibius Habitus) — политический деятель эпохи ранней Римской империи.
Габит происходил из италийского города Ларин. Его отца звали Гай Вибий Постум. Братом Габита, возможно, был консул-суффект 5 года Гай Вибий Постум. В 8 году Авл занимал должность консула-суффекта вместе с Луцием Апронием. С 16 по 17 год он находился на посту проконсула Африки. Больше о нём ничего неизвестно.